# Finnsjön (Anundsjö socken, Ångermanland, 706548-159819)
Finnsjön är en sjö i Örnsköldsviks kommun i Ångermanland och ingår i Moälvens huvudavrinningsområde. Sjön har en area på 0,0891 kvadratkilometer och ligger 238,1 meter över havet.

## Delavrinningsområde
Finnsjön ingår i det delavrinningsområde (706433-159823) som SMHI kallar för Inloppet i Selen. Medelhöjden är 299 meter över havet och ytan är 10,26 kvadratkilometer. Räknas de 50 avrinningsområdena uppströms in blir den ackumulerade arean 462,22 kvadratkilometer. Avrinningsområdets utflöde Moälven (Åselån) mynnar i havet. Avrinningsområdet består mestadels av skog (77 procent). Avrinningsområdet har 0,07 kvadratkilometer vattenytor vilket ger det en sjöprocent på 0,7 procent.